# Oligosacharydy mleka kobiecego
Oligosacharydy mleka kobiecego (HMO, z ang. Human Milk Oligosaccharides) – rodzina około 200 zróżnicowanych pod względem budowy wolnych oligosacharydów, zazwyczaj złożonych z 3 do 8 jednostek monosacharydowych, unikatowych dla mleka kobiecego. 
Stanowią trzeci co do wielkości stały składnik mleka kobiecego, zaraz po laktozie i tłuszczu. Są obecne w mleku kobiecym w znaczących ilościach (5–20 g/l), z czego 20–30% stanowi 2′-fukozylolaktoza (2’-FL). Wszystkie oligosacharydy mleka kobiecego są kompleksem laktozy z 4 głównymi monosacharydami: N-acetylo-D-glukozaminą (GlcNAc), D-galaktozą (Gal), kwasem sjalowym (Neu5Ac lub NANA) i / lub L-fukozą (Fuc).  W mleku kobiecym, strukturalnie można wyróżnić trzy ich grupy, o różnym udziale procentowym:
- o neutralnym rdzeniu (zawierające aminocukier GlcNAc) – 15%
- obojętne fukozylowane (zawierające fukozę) - 70%
- kwaśne sjalowane (zawierające kwas sjalowy) - 15%

W układzie pokarmowym noworodka, większość HMOs dociera w nienaruszonej postaci do jelita grubego, gdzie działają podobnie jak prebiotyk, stymulując wzrost korzystnych mikroorganizmów, takich jak Bifidobacterium spp. (tzw. Bifidus factor), pomagając tym samym w utrzymaniu korzystnego składu mikroflory jelitowej. Mają także działanie przeciwadhezyjne, dzięki czemu utrudniają osadzanie się bakterii patogennych na powierzchni błony śluzowej jelita.

## Pozostałe funkcje
HMO są zaangażowane w modulowanie odpowiedzi śródbłonka i komórek odpornościowych, ograniczanie nadmiernego przenikania i aktywacji leukocytów oraz zmniejszanie ryzyka martwiczego zapalenia jelit (NEC). Prawdopodobnie są także w organizmie niemowlęcia źródłem kwasu sjalowego – składnika potencjalnie niezbędnego dla rozwoju mózgu i zdolności poznawczych.

## Ewolucja
W badaniach mających na celu sprawdzenie przydatności HMO dla bakterii jelitowych jako prebiotycznego źródła węgla stwierdzono, że są one wysoce specyficzne dla bakterii komensalnych znanych jako Bifidobacteria longum biovar infantis. Występowanie u B. infantis specyficznych genów i ich efektywność w wykorzystywaniu HMO jako źródła węgla dzięki obecności odpowiednich glukozydaz mogą wskazywać na jednoczesną ewolucję tych bakterii i HMO.